# José María Baldovino
José María Baldovino (nacido en Goya, Argentina; 10 de julio de 1957) es un exfutbolista argentino que se desempeñaba como delantero. Debutó en Estudiantes (BA) en el año 1975. Se retiró en Patronato de Paraná en 1989.

## Clubes
| Club               | País      | Año       |
| ------------------ | --------- | --------- |
| Estudiantes (BA)   | Argentina | 1975-1986 |
| Patronato (Paraná) | Argentina | 1989      |